# حديث (من الأفضل الاتصال بسول)
«حديث» (بالإنجليزية: Talk)‏ هي الحلقة الرابعة للموسم الرابع من مسلسل إيه إم سي التلفزيوني الدرامي من الأفضل الاتصال بسول، المسلسل يُعتبر بادئة من مسلسل اختلال ضال. تم بث الحلقة في 27 أغسطس 2018 على قناة إيه إم سي بالولايات المتحدة. خارج الولايات المتحدة، تم عرض الحلقة لأول مرة على خدمة البث نتفليكس في عدة بلدان.

## الاستقبال

### التقييمات
شاهد الحلقة من قبل 1.53 مليون مشاهد في أول بث لها، وحققت 0.4 تقييم للمشاهدين بين 18 و49.

## وصلات خارجية
- «حديث» على إيه إم سي (بالإنجليزية)
- «حديث» على قاعدة بيانات الأفلام على الإنترنت (بالإنجليزية)